# Lodivod dunajský
Lodivod dunajský (1908, Le pilote du Danube) je méně známý dobrodružný román francouzského spisovatele Julesa Verna z jeho cyklu Podivuhodné cesty (Les Voyages extraordinaires). Román Jules Verne napsal roku 1901 pod názvem Le Beau Danube jaune (Krásný žlutý Dunaj), přičemž název mínil jako žert, protože už tehdy byl Dunaj mnohem méně modrý, než když v roce 1867 složil rakouský skladatel Johann Strauss mladší svůj valčík Na krásném modrém Dunaji. K tisku román připravil až po Vernově smrti jeho syn Michel, který k původním šestnácti kapitolám připsal tři další a pozměnil také název knihy. Původní neupravený Vernův rukopis byl vydán roku 1988. Česky tento text vyšel roku 2002 pod názvem Pašeráci na Dunaji a roku 2020 jako Krásný žlutý Dunaj.

## Obsah románu
Kniha se odehrává roku 1876 a autor nám v ní prostřednictvím dobrodružného kriminálního románu představuje zajímavým způsobem Dunaj prakticky od pramene v Německu až po jeho ústí do Černého moře. Hlavním hrdinou vypravování je statečný bulharský vlastenec Sergej Ladko, který se vydává za maďarského rybáře Ilju Bruše, vítěze rybářské soutěže, a pluje lodí po řece do vlasti, kde se má postavit do čela připravovaného národního povstání proti Turkům. Podél toku Dunaje však řádí banda lupičů, jejímž vůdcem je Ivan Striga. Zločince se snaží odhalit rakouský policejní komisař Karol Dragoš, který zpočátku podezírá Sergeje Ladka alias Ilju Bruše za příslušníka bandy. Sergej Ladko je dokonce i zatčen, nakonec je ovšem pravý zločinec i díky Ladkově přispění zneškodněn.

## Filmové adaptace
Podle knihy byl roku 1974 natočen maďarský film Dunai Hajós režiséra Miklóse Markose.

## Ilustrace
Knihu Lodivod dunajský ilustroval George Roux.

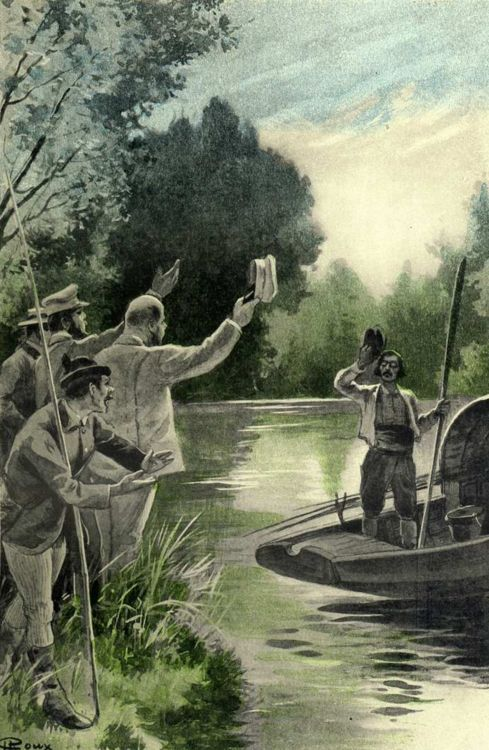
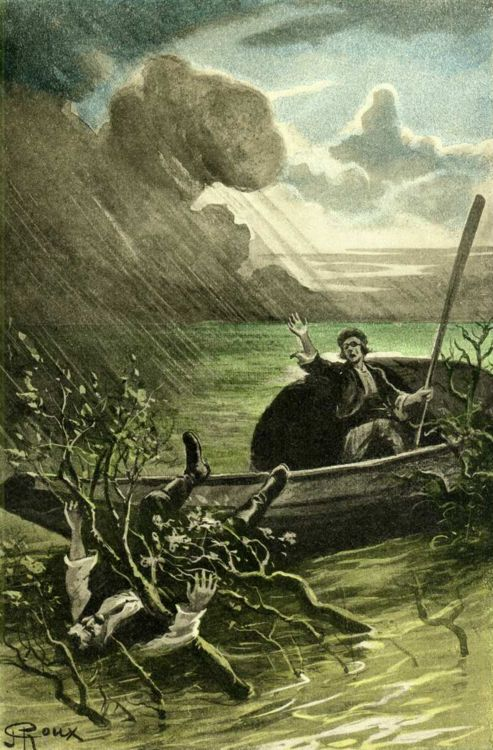
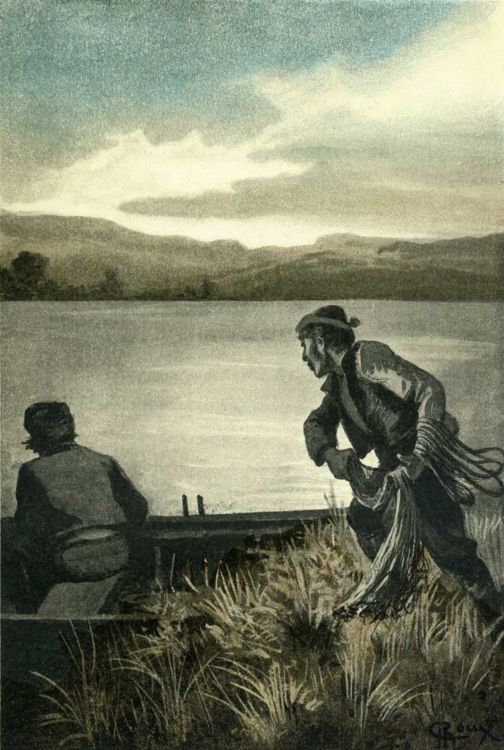
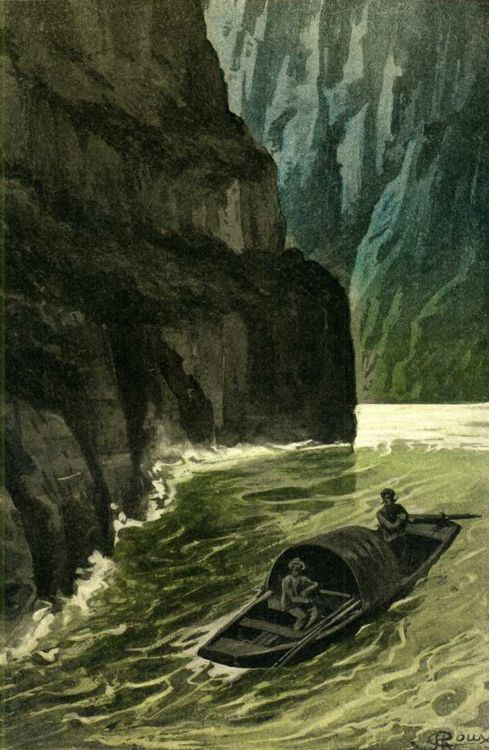
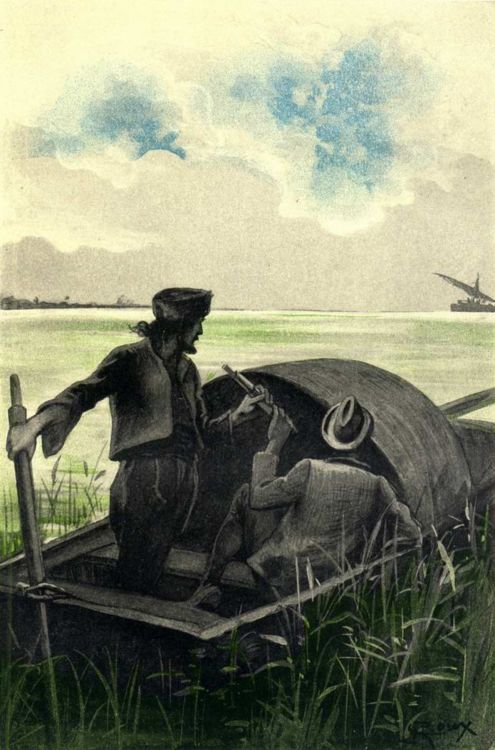

## Česká vydání
- Lodivod dunajský, Josef R. Vilímek, Praha 1909, přeložil Josef. V. Sterzinger, znovu 1926. Dostupné online.
- Lodivod dunajský, Eduard Beaufort, Praha 1914, přeložil Vítězslav Unzeitig, znovu 1922.
- Lodivod dunajský, SNDK, Praha 1967, přeložil Josef Pospíšil, znovu Albatros, Praha 1991.
- Lodivod dunajský, Návrat, Brno 1999, přeložil Josef. V. Sterzinger, znovu 2009.
- Pašeráci na Dunaji, Alpress, Frýdek-Místek 2002, přeložila Dagmar Slavíkovská, původní Vernův text.
- Krásný žlutý Dunaj, Návrat, Brno 2020, původní Vernův text.
- Na krásném žlutém Dunaji, Nakladatelství Josef Vybíral, Žalkovice 2021, přeložila Jitka Musilová,  původní Vernův text.
- Lodivod dunajský, Omega, Praha 2022, přeložil Josef. V. Sterzinger